# 西张店站
西张店站位于湖北省黄冈市麻城市顺河镇西张店村，是京九铁路的一座火车站，等级为五等站，距北京西站1065公里，距常平站1250公里，本站及相邻上下行区间均为电气化区段。是京九铁路进入湖北省境内后的第一站。车站建于1996年，只办理货运，不办理客运业务。

## 临近车站
1. 1 2  中国铁路武汉局集团有限公司年鉴编纂委员会 (编). . 武汉. 2021 （中文（中国大陆））.